# Národní park Ağ göl
Národní park Ağ göl je ázerbájdžánský národní park vytyčený dekretem prezidenta Hejdara Alijeva k 5. červenci 2003 na ochranu jezera Ağ göl a přilehlých mokřadů, coby mokřadů a ptačí oblasti mezinárodního významu. Leží ve středním Ázerbájdžánu na území rajónů Beyləqan a Ağcabədi a jeho rozloha je 179,24 km².